# تايلس أوف زيستيريا
تايلس أوف زيستيريا (بالإنجليزية: Tales of Zestiria)‏ (باليابانية: テイルズ オブ ゼスティリア) هي لعبة فيديو تقمص أدوار تم إنتاجها في سنة 2015 وهي الجزء ال15 من سلسلة ألعاب تايلس، تم تطويرها ونشرها من قبل شركة بانداي نامكو إنترتينمنت على أجهزة بلاي ستيشن 3 وبلاي ستيشن 4 وأجهزة الميكروسوفت.

## نبذة
في عالم تمزقه الحرب بين دولتان قويتان يتقاتلون من أجل الحكم والتفوق، اتبع رحلة «سورّي» وهو شاب بقلب نقي يبحث عن أجوبة على الحضارة المفقودة والسيرافيم، مخلوقات متفوقة مذكورة في جميع الأساطير.
جنبًا إلى جنب مع «أليشا»، فتاة فارسة وُجِدت فاقدةً للوعي في أنقاض الحطام، وأعز صديق له «ميكليو»، الفريق قريبًا سيكتشفون قوة كبيرة تتزايد في الظل...

## الشخصيات الرئيسية
- سورَّي (スレイ Surei) هو بطل هذه القصة، وهو فتى له نظرة إيجابية للحياة ويهتم بأصدقائه جدًا، ترعرع في قرية جبلية تسمى “إلزيا” وبسبب قوته الروحية العالية يمكنه رؤية اليسرفم، وهو أيضًا يحب أن يستكشف الأماكن الأثرية المتبقية، يملك سيف واحد يمكنه من الاندماج مع أحد اليسرف حتى يكتسب القوة. ولأنه يريد أن يصبح الراعي بعدما دخل في اتفاق مع «لايلاه» أصبح يمتلك قوة التطهير التي بإمكانها أن تطهر الهيليون.[7]
- ميكليو (ミクリオ Mikurio) هو سيرف الماء وأفضل صديق لـ«سورَّي» منذ الطفولة، أنه بمثابة النقيض من سورِّي، هادئ وحذر ولكن بسبب هذا لديه رابطة صداقة قوية جدًا مع سورَّي.[7]
- روز (ロゼ Roze) هي فتاة بشرية شابة انضمت إلى مهمة سورَّي، هي القائد في نقابة التاجر أو merchant guild ، الـ«ريش العصفور» أو "Sparrowfeathers". وأيضًا في نقابة الاغتيال أو assassins guild، الـ«عظام متناثرة» أو "Scattered Bones". وهي أيضًا تملك مستوى عالي في السمع مثل «سورَّي». أدت حادثة لها في صغرها إلى مسح قدرتها على رؤية السيرافيم إلى أن أصبحت «مساعدة» سورَّي.[7]
- أليشا (アリーシャ・ディフダ Arīsha Difuda) هي أميرة مملكة هايلاند، بسبب لوالدتها وتناقص أهمية الملكية في المملكة، فإنها تُعَامَل معاملة سيئة من العائلة المالكة، لذا قررت أن تصبح فارسة. بينما غي البداية كانت غير قادرة على رؤية والتفاعل مع السيرافيم كما يفعل «سورَّي»، دخلت في اتفاق معه لتصبح «مساعدته»، خادم الراعي مع السحر المحدود والقدرة على رؤية السيرافيم. بسبب تعارض الولاءات والوطنية والآثار السلبية على سورَّي بسبب نقص مستوى السمع (مستوى السمع لا يقصد به حاسة السمع، بل قدرتها على سماع السيرافيم) عندها الذي يتخذ خسائره على سورَّي، فإنها تغادر المجموعة بوقت مبكر في القصة.[7]
- لايلاه (ライラ Raira) هي سيرف النار، عاشت بداخل السيف المقدس لوقت طويل تنتظر راعي جديد ليظهر. هي كالمرشد لسورَّي، وشكلت اتفاق معه عندما كان يريد أن يصبح الراعي، وهي عضو بارز في المجموعة.[7]
- إدنا (エドナ Edona) هي سيرف الأرض، في حين أن مظهرها الخارجي لطيف وجميل إلا أنه شخصيتها باردة وتكره البشر.[7]
- ديزل (デゼル Dezeru) هو سيرف الرياح، يعمل بسرية بين البشر، يسعى للانتقام من الهيليون الذي قتل صديقه المقرب، وأيضًا قليل الكلام مع الآخرين، ويعتبر خارج عن القانون من قبل البشر والسيرافيم أيضًا.[7]
- زافيد (ザビーダ Zabīda) هو أيضًا سيرف الرياح، هو عمومًا مخادع ولديه اتصال مع ديزل، وهو أيضا خطير بسبب ولائه الغير مؤكد واستعداده لمحاربة سورَّي، وهو أيضًا شخص صعب المنال ومعروف بأنه يحب النساء.[7]

## وصلات خارجية
- تايلس أوف زيستيريا على موقع IMDb (الإنجليزية)

- الموقع الرسمي